# 庚酸乙酯
庚酸乙酯，无色透明菠萝香液体。相对密度0.8817（20°C）。熔点-66.1°C，沸点187°C。折射率1.4100（20°C）。不溶于水，溶于乙醇、乙醚。由庚酸与乙醇在硫酸催化下酯化，后经中和、水洗、蒸馏而得。用于食用、日用品、酒类香精。

## 安全信息
- 危险品标志： Xi刺激
- 安全标识：S26 S37/S39
- 危险标识：R36/37/38 [1]
- 安全说明 37/39-26
- WGK Germany 1，RTECS号 (MJ2087000)
- 海关编码 (29159080)[1]